# La Chaize-le-Vicomte

La Chaize-le-Vicomte este o comună în departamentul Vendée, Franța. În 2009 avea o populație de 3,331 de locuitori.